# Nero gotico
Nero gotico è un singolo della cantautrice italiana Clara, pubblicato il 13 settembre 2024 dall'etichetta Warner Music Italy come sesto estratto dal primo album in studio Primo.

## Descrizione
Il brano è stato scritto dalla stessa cantautrice con Alessandro La Cava, con cui ha collaborato alla composizione insieme a Francesco Catitti, in arte Katoo, che ne ha anche curato la programmazione e la produzione. Racconta di un amore tossico, quello che i giovanissimi chiamano un malessere, ironicamente definito come "arsenico".

## Video musicale
Il video musicale, diretto da Fabrizio Conte, è stato pubblicato in concomitanza all'uscita del brano attraverso il canale YouTube della cantautrice.

## Tracce
Testi di Clara Soccini e Alessandro La Cava, musiche di Clara Soccini, Alessandro La Cava e Francesco Catitti.
1. Nero gotico – 3:04

## Classifiche
| Classifica (2024) | Posizione massima |
| ----------------- | ----------------- |
| Italia            | 83                |